# Tegenaria percuriosa
Tegenaria percuriosa là một loài nhện trong họ Agelenidae.
Loài này thuộc chi Tegenaria. Tegenaria percuriosa được Paolo Marcello Brignoli miêu tả năm 1972.